# ATP St. Pölten 1998 - Qualificazioni singolare
Le qualificazioni del singolare  dell'ATP St. Pölten 1998 sono state un torneo di tennis preliminare per accedere alla fase finale della manifestazione. I vincitori dell'ultimo turno sono entrati di diritto nel tabellone principale. In caso di ritiro di uno o più giocatori aventi diritto a questi sono subentrati i lucky loser, ossia i giocatori che hanno perso nell'ultimo turno ma che avevano una classifica più alta rispetto agli altri partecipanti che avevano comunque perso nel turno finale.
Le qualificazioni del torneo ATP St. Pölten prevedevano 32 partecipanti di cui 4 sono entrati nel tabellone principale.

## Teste di serie
1. Hernán Gumy (Qualificato)
2. Diego Nargiso (Qualificato)
3. Marzio Martelli (secondo turno)
4. Salvador Navarro-Gutierrez (primo turno)

1. Marco Meneschincheri (Qualificato)
2. Stefano Pescosolido (secondo turno)
3. Wolfgang Schranz (secondo turno)
4. Assente

## Qualificati
1. Hernán Gumy
2. Diego Nargiso

1. Oscar Serrano-Gamez
2. Marco Meneschincheri

## Tabellone

### Legenda
| - Q = Qualificato - WC = Wild card - LL = Lucky loser | - ALT = Alternate - SE = Special Exempt - PR = Protected Ranking | - w/o = Walkover - r = Ritirato - d = Squalificato |

### Sezione 1
|  | Primo turno       | Primo turno       | Primo turno       | Primo turno | Primo turno |  |  | Secondo turno | Secondo turno    | Secondo turno    | Secondo turno | Secondo turno |   |   | Ultimo turno | Ultimo turno | Ultimo turno | Ultimo turno | Ultimo turno |  |
|  |                   |                   |                   |             |             |  |  |               |                  |                  |               |               |   |   |              |              |              |              |              |  |
|  | 1                 | Hernán Gumy       | Hernán Gumy       | 6           | 6           |  |  |               |                  |                  |               |               |   |   |              |              |              |              |              |  |
|  |                   | Mariano Hood      | Mariano Hood      | 2           | 1           |  |  | 1             | Hernán Gumy      | Hernán Gumy      | 6             | 6             |   |   |              |              |              |              |              |  |
|  | Zbynek Mlynarik   | Zbynek Mlynarik   | Zbynek Mlynarik   | 7           | 6           |  |  |               | Zbynek Mlynarik  | Zbynek Mlynarik  | 0             | 2             |   |   |              |              |              |              |              |  |
|  | Francisco Montana | Francisco Montana | Francisco Montana | 5           | 1           |  |  |               |                  |                  |               |               |   |   | 1            | Hernán Gumy  | Hernán Gumy  | 6            | 7            |  |
|  | Jan Weinzierl     | Jan Weinzierl     | Jan Weinzierl     | 7           | 6           |  |  |               |                  |                  | Jan Weinzierl | Jan Weinzierl | 2 | 6 |              |              |              |              |              |  |
|  | Paul Kilderry     | Paul Kilderry     | Paul Kilderry     | 5           | 4           |  |  |               | Jan Weinzierl    | Jan Weinzierl    | 7             | 6             |   |   |              |              |              |              |              |  |
|  | 7                 | Wolfgang Schranz  | Wolfgang Schranz  | 6           | 6           |  |  | 7             | Wolfgang Schranz | Wolfgang Schranz | 5             | 4             |   |   |              |              |              |              |              |  |
|  |                   | Christian Tuscher | Christian Tuscher | 1           | 3           |  |  |               |                  |                  |               |               |   |   |              |              |              |              |              |  |

### Sezione 2
|  | Primo turno            | Primo turno            | Primo turno            | Primo turno | Primo turno |  |  | Secondo turno          | Secondo turno          | Secondo turno | Secondo turno          | Secondo turno          |   |   | Ultimo turno | Ultimo turno  | Ultimo turno  | Ultimo turno | Ultimo turno |  |
|  |                        |                        |                        |             |             |  |  |                        |                        |               |                        |                        |   |   |              |               |               |              |              |  |
|  | 2                      | Diego Nargiso          | 6                      | 3           | 6           |  |  |                        |                        |               |                        |                        |   |   |              |               |               |              |              |  |
|  |                        | Jim Grabb              | 3                      | 6           | 1           |  |  | 2                      | Diego Nargiso          | Diego Nargiso | 6                      | 6                      |   |   |              |               |               |              |              |  |
|  | Vadim Kucenko          | Vadim Kucenko          | 7                      | 5           | 6           |  |  |                        | Vadim Kucenko          | Vadim Kucenko | 4                      | 1                      |   |   |              |               |               |              |              |  |
|  | Marcelo Charpentier    | Marcelo Charpentier    | 6                      | 7           | 2           |  |  |                        |                        |               |                        |                        |   |   | 2            | Diego Nargiso | Diego Nargiso | 6            | 6            |  |
|  | Joan Balcells          | Joan Balcells          | Joan Balcells          | 6           | 6           |  |  |                        |                        |               | Oscar Martinez Dieguez | Oscar Martinez Dieguez | 2 | 3 |              |               |               |              |              |  |
|  | Kevin Ullyett          | Kevin Ullyett          | Kevin Ullyett          | 4           | 4           |  |  | Joan Balcells          | Joan Balcells          | 7             | 3                      | 2                      |   |   |              |               |               |              |              |  |
|  | Oscar Martinez Dieguez | Oscar Martinez Dieguez | Oscar Martinez Dieguez | 6           | 6           |  |  | Oscar Martinez Dieguez | Oscar Martinez Dieguez | 6             | 6                      | 6                      |   |   |              |               |               |              |              |  |
|  | Luke Jensen            | Luke Jensen            | Luke Jensen            | 2           | 1           |  |  |                        |                        |               |                        |                        |   |   |              |               |               |              |              |  |

### Sezione 3
|  | Primo turno         | Primo turno         | Primo turno         | Primo turno | Primo turno |  |  | Secondo turno | Secondo turno       | Secondo turno       | Secondo turno    | Secondo turno |   |   | Ultimo turno        | Ultimo turno        | Ultimo turno | Ultimo turno | Ultimo turno |  |
|  |                     |                     |                     |             |             |  |  |               |                     |                     |                  |               |   |   |                     |                     |              |              |              |  |
|  | 3                   | Marzio Martelli     | Marzio Martelli     | 6           | 6           |  |  |               |                     |                     |                  |               |   |   |                     |                     |              |              |              |  |
|  |                     | Markus Polessnig    | Markus Polessnig    | 3           | 1           |  |  | 3             | Marzio Martelli     | 6                   | 2                | 2             |   |   |                     |                     |              |              |              |  |
|  | Oscar Serrano-Gamez | Oscar Serrano-Gamez | Oscar Serrano-Gamez | 6           | 6           |  |  |               | Oscar Serrano-Gamez | 3                   | 6                | 6             |   |   |                     |                     |              |              |              |  |
|  | Filippo Messori     | Filippo Messori     | Filippo Messori     | 2           | 2           |  |  |               |                     |                     |                  |               |   |   | Oscar Serrano-Gamez | Oscar Serrano-Gamez | 4            | 7            | 6            |  |
|  | Vladimir Volčkov    | Vladimir Volčkov    | Vladimir Volčkov    | 7           | 7           |  |  |               |                     | Vladimir Volčkov    | Vladimir Volčkov | 6             | 5 | 1 |                     |                     |              |              |              |  |
|  | Fabio Maggi         | Fabio Maggi         | Fabio Maggi         | 5           | 5           |  |  |               | Vladimir Volčkov    | Vladimir Volčkov    | 6                | 7             |   |   |                     |                     |              |              |              |  |
|  | 6                   | Stefano Pescosolido | 6                   | 6           | 6           |  |  | 6             | Stefano Pescosolido | Stefano Pescosolido | 3                | 6             |   |   |                     |                     |              |              |              |  |
|  |                     | Thomas Buchmayer    | 3                   | 7           | 3           |  |  |               |                     |                     |                  |               |   |   |                     |                     |              |              |              |  |

### Sezione 4
|  | Primo turno        | Primo turno                | Primo turno                | Primo turno | Primo turno |  |  | Secondo turno | Secondo turno        | Secondo turno        | Secondo turno        | Secondo turno        |   |   | Ultimo turno | Ultimo turno  | Ultimo turno  | Ultimo turno | Ultimo turno |  |
|  |                    |                            |                            |             |             |  |  |               |                      |                      |                      |                      |   |   |              |               |               |              |              |  |
|  |                    | David Sánchez              | David Sánchez              | 6           | 6           |  |  |               |                      |                      |                      |                      |   |   |              |               |               |              |              |  |
|  | 4                  | Salvador Navarro-Gutierrez | Salvador Navarro-Gutierrez | 3           | 1           |  |  | David Sánchez | David Sánchez        | David Sánchez        | 6                    | 6                    |   |   |              |               |               |              |              |  |
|  | Mark Merklein      | Mark Merklein              | Mark Merklein              | 6           | 7           |  |  | Mark Merklein | Mark Merklein        | Mark Merklein        | 1                    | 3                    |   |   |              |               |               |              |              |  |
|  | Aleksandar Kitinov | Aleksandar Kitinov         | Aleksandar Kitinov         | 1           | 6           |  |  |               |                      |                      |                      |                      |   |   |              | David Sánchez | David Sánchez | 4            | 6            |  |
|  | Herbert Wiltschnig | Herbert Wiltschnig         | Herbert Wiltschnig         | 6           | 7           |  |  |               |                      | 5                    | Marco Meneschincheri | Marco Meneschincheri | 6 | 7 |              |               |               |              |              |  |
|  | Rogier Wassen      | Rogier Wassen              | Rogier Wassen              | 3           | 5           |  |  |               | Herbert Wiltschnig   | Herbert Wiltschnig   | 0                    | 2                    |   |   |              |               |               |              |              |  |
|  | 5                  | Marco Meneschincheri       | 6                          | 0           | 6           |  |  | 5             | Marco Meneschincheri | Marco Meneschincheri | 6                    | 6                    |   |   |              |               |               |              |              |  |
|  |                    | Răzvan Sabău               | 3                          | 6           | 3           |  |  |               |                      |                      |                      |                      |   |   |              |               |               |              |              |  |